# Beaupuy (Gers)
Beaupuy település Franciaországban, Gers megyében. Lakosainak száma 212 fő (2022. január 1.). Beaupuy Monbrun, Clermont-Savès, L’Isle-Jourdain, Razengues és Roquelaure-Saint-Aubin községekkel határos.

## Népesség
A település népességének változása:
| Lakosok száma | 101  | 76   | 79   | 157  | 190  | 180  | 188  | 206  | 208  | 212  |
|               | 1968 | 1982 | 1990 | 2006 | 2013 | 2015 | 2017 | 2019 | 2020 | 2022 |